# Yokosuka MXY-7

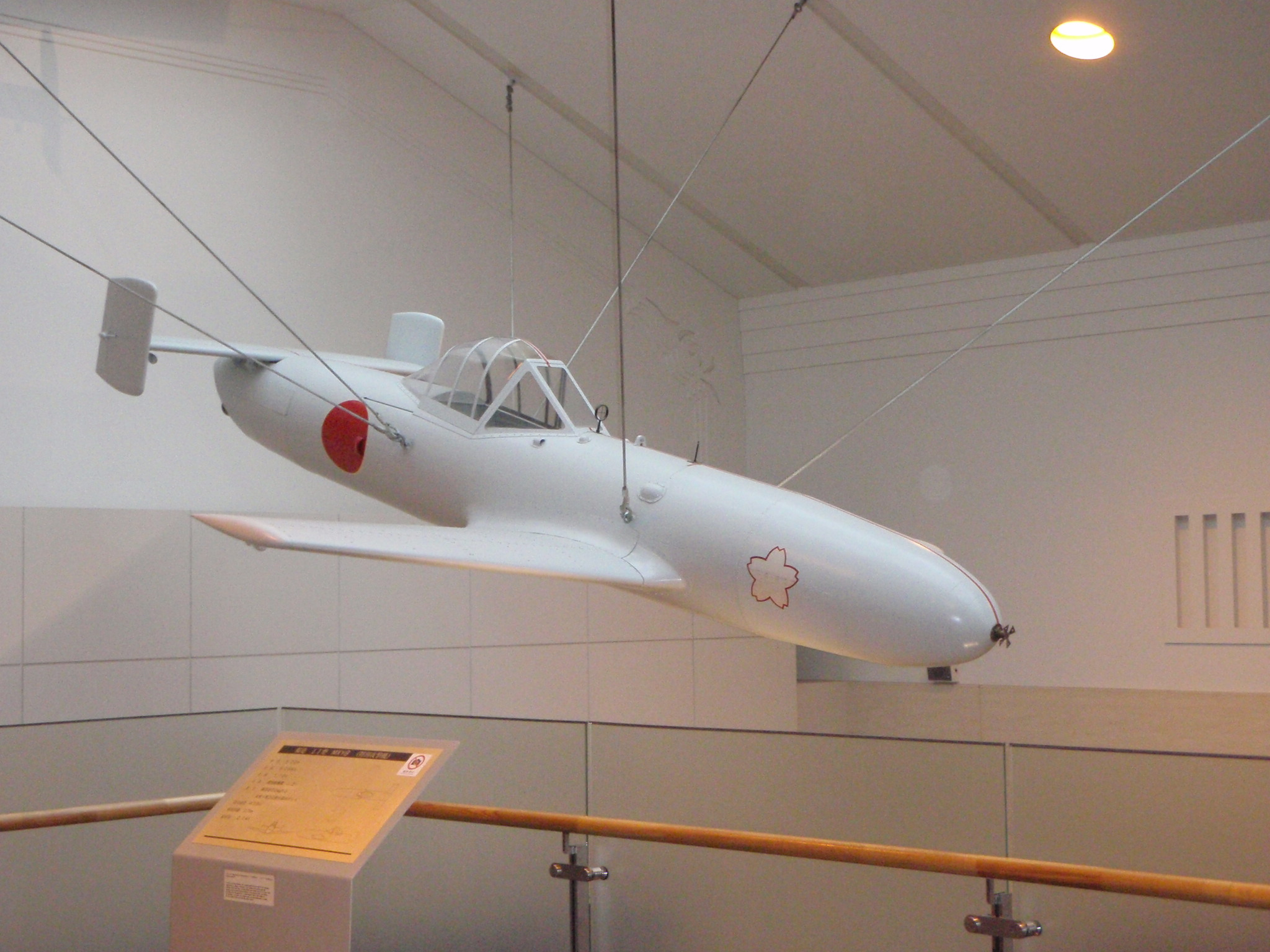
Nachbau der Yokosuka Ōka Modell 11 im Militärmuseum des Yasukuni-Schreins in Tokio. Diese Version wurde von drei Feststoffraketen angetrieben

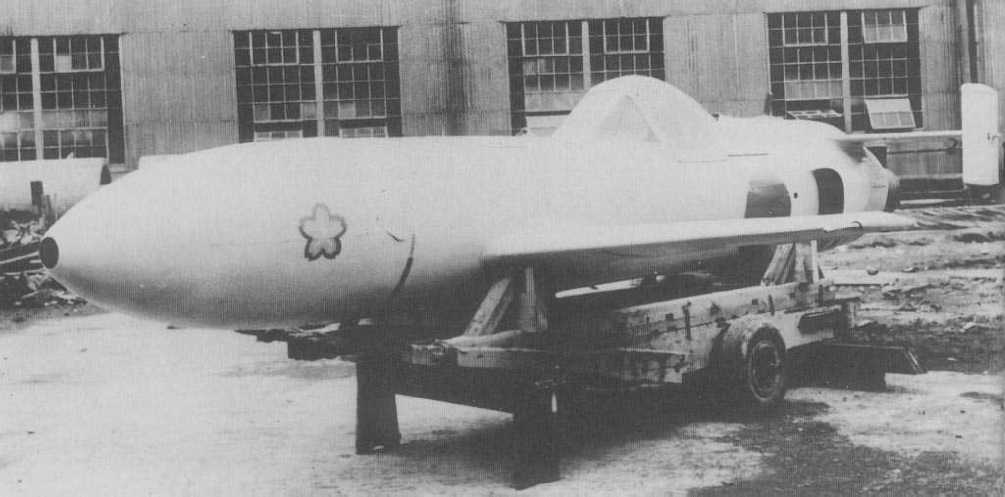
Ōka Modell 22 mit Thermojet-Triebwerk. Man beachte den seitlichen Düseneinlass direkt vor dem Heck.

Die Yokosuka MXY-7 „Ōka“ (japanisch 桜花, „Kirschblüte“) war ein für Kamikaze-Angriffe konzipiertes japanisches Militärflugzeug des Zweiten Weltkrieges. Die Codebezeichnung der Alliierten für diese bemannte Gleitbombe war „Baka“ (japanisch für „Idiot“). Vorne seitlich am Bug war ein fünfgliedriges rosa Logo aufgemalt, das eine Kirschblüte symbolisiert.

## Geschichte

### Hintergrund
Mit zunehmender Dauer des Krieges im Pazifik wurde die Lage für die japanischen Streitkräfte immer aussichtsloser. Aus diesem Grund stellte die japanische Marine ab 1944 Sonderkampfverbände ihrer Marineflieger auf, die sogenannten Shimpū Tokkōtai. Diese Verbände führten mit ihren dafür modifizierten Flugzeugen (z. B. Mitsubishi A6M, Nakajima Ki-43, Yokosuka D4Y) Selbstmordangriffe auf die US-amerikanischen Schiffe durch, in der Hoffnung, die drohende Niederlage dadurch abwenden zu können. Der Grundgedanke lautete: „Ein Schiff – ein Flugzeug“.
Diese Grundidee ließ sich in der Praxis jedoch nicht realisieren. Ein Aspekt dabei war das Reichweiteproblem. Die trägergestützten Flugzeuge – den Japanern gingen die Träger aus – hatten nach dem damaligen Stand der Technik eine Reichweite von etwa 1000 km, somit einen Kampfradius von etwa 500 km rund um den Träger, abzüglich einer Reserve, die eingeplant werden musste, da sich während eines Einsatzes der Flugzeugträger selbst bewegt und der heimkehrende Kamikaze-Pilot (wenn er kein „lohnendes Ziel“ fand) oft erst nach dem Träger suchen musste.
Das Konzept der Yokosuka MXY-7 „Ōka“, die von einem reichweitenstarken Bomber bis ins direkte (vorher erkundete) Einsatzgebiet geflogen wurde und auf Grund ihrer Konstruktion die Rückkehr eines Piloten quasi ausschloss (kurze Brenndauer der Raketen, kein Landefahrwerk, kein Fallschirm oder Schwimmweste) sollte helfen, der ursprünglichen Idee „Ein Schiff – ein Flugzeug“ näher zu kommen.

### Entwicklung und Bau
Entworfen wurde die MXY-7 von Leutnant zur See Mitsuo Ohta vom 405. Kōkūtai, einer Einheit der Kaiserlich Japanischen Marineluftstreitkräfte, zusammen mit Studenten des Luftfahrtforschungsinstituts der Universität Tokio. Ohta legte seine Pläne der Entwicklungsabteilung des Yokosuka Naval Air Technical Arsenal (Dai-Ichi Kaigun Koku Gijitsusho, oder kurz Kugisho) vor, nachdem die kaiserliche japanische Marine entschieden hatte, dass die Idee sinnvoll war. Die Yokosuka-Ingenieure erstellten daraufhin Blaupausen für die späteren MXY-7. Die einzige Variante, die in den militärischen Kampfeinsatz übernommen wurde, war das Modell 11. 155 Ōka 11 wurden bei Yokosuka und weitere 600 im Kasumigaura Naval Air Arsenal gebaut.
Ein Prototyp flog erstmals am 21. März 1944 im Gleitflug und im November 1944 mit Raketenantrieb. Die Serienproduktion begann im September 1944.
Es gab vier verschiedene Ausführungen (Ōka 11, Ōka 22, Ōka 33, Ōka 43), die sich vor allem durch verschiedene Antriebe unterschieden. Die Zellen waren sehr einfach aufgebaut und es wurde Wert auf die Verwendung möglichst kriegsunwichtiger Werkstoffe gelegt.
Normalerweise wurde die Ōka von einer Mitsubishi G4M oder von einer Yokosuka P1Y Ginga (Typ 22) in die Nähe des Ziels getragen und dort ausgeklinkt (auch der geplante schwere Bomber Nakajima G8N Renzan in der Transportausführung 43A/B sollte dazu benutzt werden). Der Pilot versuchte, im Gleitflug möglichst nahe an das Ziel heranzukommen, um dann die Raketentriebwerke zu zünden und sich auf das Ziel zu stürzen. Trotzdem waren die Angriffe wenig erfolgreich: Auf dem Marschflug waren die Mutterflugzeuge und im Gleitflug die Flugbomben verwundbar, und um während des raketengetriebenen Fluges erfolgreich zu manövrieren, hätte der Pilot viel Erfahrung haben müssen, was normalerweise nicht der Fall war.
Unter dem Namen MXY-7 Ōka K1 entstanden 45 Ausbildungsflugzeuge, die anstatt des Sprengkopfes einen Wasserballast trugen. Sie konnten mit einer ausfahrbaren Kufe bei 222 km/h landen.

## Einsatz
Beim ersten Einsatz wurden alle Mutterflugzeuge zerstört, kein einziges Ziel wurde beschädigt. In insgesamt drei Monaten Einsatz bis zum Ende des Zweiten Weltkriegs wurde ein Schiff von den Ōkas zerstört (der amerikanische Zerstörer Mannert L. Abele), einige andere beschädigt.

## Versionen
Vom Baumuster Yokosuka MXY-7 wurden Varianten für unterschiedliche Einsatzzwecke entwickelt.
| Bezeichnung                                             | Stückzahl | Antrieb                                     | Anmerkungen |
| ------------------------------------------------------- | --------- | ------------------------------------------- | --- |
| MXY-7                                                   | 10        | –                                           | Prototypen für den Gleitflug ohne Motor |
| Ōka Modell 11                                           | 755       | drei Feststoffraketen Typ 4 Mk.1 Modell 20  | Offizielle Bezeichnung: Marine Selbstmordattentäter Ohka Modell 11 Die Raketenmotoren hatten eine Brenndauer von 8 bis 10 Sekunden.                                                                                |
| Ōka Modell 21                                           | 1         | k. A.                                       | ausgestattet mit Stahlflügeln, von Nakajima Hikōki gebaut |
| Ōka Modell 22                                           | 50        | ein Luftstrahl-Thermojettriebwerk Tsu-11    | Offizieller Name: Kugisho MXY7 Ōka Model 22. Flügel mit reduzierter Spannweite und 600-kg-Gefechtskopf (1.300 lb).                                                                                                 |
| Ōka Modell 33                                           | k. A.     | ein Axialstrahltriebwerk Ishikawajima_Ne-20 | ausgestattet mit 800-kg-Gefechtskopf (1,800 lb). Transport zum Einsatzort durch Nakajima G8N |
| Ōka Modell 43A Ko                                       | k. A.     | ein Axialstrahltriebwerk Ishikawajima_Ne-20 | mit klappbaren Flügeln für den Transport auf/in U-Booten ausgestattet. Für Katapultstart entwickelt |
| Ōka Modell 43B Otsu                                     | k. A.     | ein Axialstrahltriebwerk Ishikawajima_Ne-20 | ähnlich dem Modell 43A. Zum Katapultstart aus Höhlen |
| Ōka Modell 53                                           | k. A.     | ein Axialstrahltriebwerk Ishikawajima_Ne-20 | Version für den Flugzeugschleppstart |
| Ōka Modell K-1                                          | 45        | –                                           | Einsitziger Trainingsgleiter, der anstatt des Gefechtskopfes ein entsprechendes Gewicht trug. |
| Ōka Modell 43 K-1 Kai Wakazakura (若桜, „Young Cherry“) | k. A.     | eine Feststoffrakete Typ 4 Mk.1 Modell 20   | Zweisitziger Segelflugzeug-Trainer mit Klappen und einziehbarem Kufenfahrwerk, ausgestattet mit einem Raketenmotor, für begrenzten Motorflug.                                                                      |
| „Suzuka-24“ (japanische Bezeichnung unbekannt)          | k. A.     | k. A.                                       | Historisch umstrittene Abfangjäger-Version, bei der der Gefechtskopf durch einen Treibstofftank und zwei 20-mm-Kanonen ersetzt wurde. Angeblich im April 1945 mindestens zweimal gegen B-29-Formationen eingesetzt |

## Technische Daten
| Kenngröße             | Ōka 11                                            | Ōka 22                                   | Ōka 33                         | Ōka 43                                |
| --------------------- | ------------------------------------------------- | ---------------------------------------- | ------------------------------ | ------------------------------------- |
| Besatzung             | 1                                                 | 1                                        | 1                              | 1                                     |
| Länge                 | 6,01 m                                            | 6,88 m                                   | 7,19 m                         | 8,16 m                                |
| Spannweite            | 5,00 m                                            | 4,11 m                                   | 4,99 m                         | 8,99 m                                |
| Höhe                  | 1,15 m                                            | 1,12 m                                   | 1,15 m                         | 1,12 m                                |
| Leermasse             | 440 kg                                            |                                          |                                |                                       |
| Startmasse            | 2140 kg (2060 kg laut)                            | 1450 kg                                  | 2300 kg                        | 2520 kg (Ōka 43A) 2270 kg (Ōka 43B)   |
| Antrieb               | drei Feststoffraketen Typ 4 Mk.1 Modell 20        | ein Luftstrahl-Thermojettriebwerk Tsu-11 | ein Axialstrahltriebwerk Ne-20 | ein Axialstrahltriebwerk Ne-20        |
| Schubkraft            | 3×270 kp                                          | 220 kp                                   | 475 kp                         | 475 kp                                |
| Höchstgeschwindigkeit | 650 km/h im Gleitflug 370 km/h im Gleitmarschflug | 450 km/h                                 | 650 km/h                       | 595 km/h (Ōka 43A) 555 km/h (Ōka 43B) |
| Sturzgeschwindigkeit  | 912 km/h mit Antrieb bei einem Winkel von 50°     | ≈900 km/h                                | ≈900 km/h                      | ≈900 km/h                             |
| Gipfelhöhe            | 8000 m                                            | 8500 m                                   |                                |                                       |
| Reichweite            | 88 km (60 km laut)                                | 160 km                                   | 210 km                         | 200 km (Ōka 43A) 270 km (Ōka 43B)     |
| Bewaffnung            | 1200-kg-Sprengkopf                                | 600-kg-Sprengkopf                        | 600-kg-Sprengkopf              | 600-kg-Sprengkopf                     |

Dreiseitenriss der Yokosuka Ōka 22

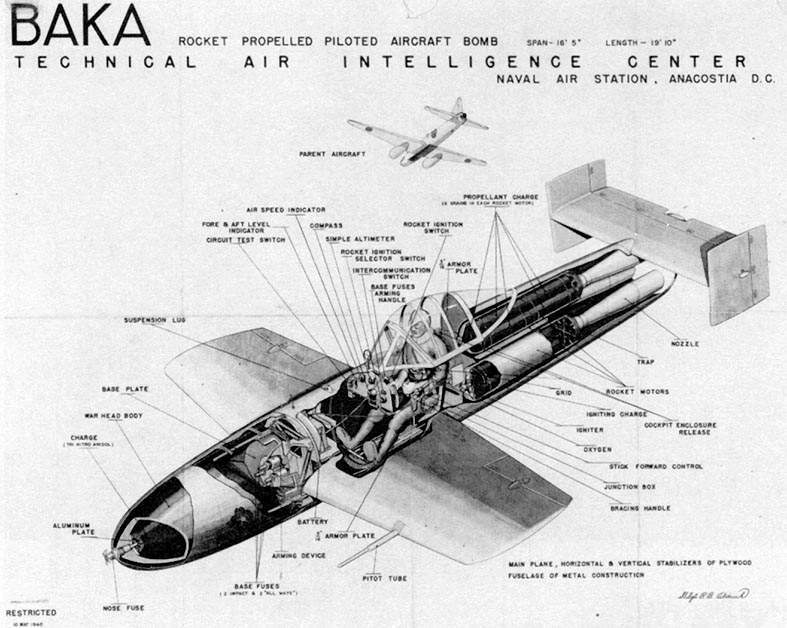
Lehrillustration aus dem  U.S. Navy All Hands magazine August 1945.
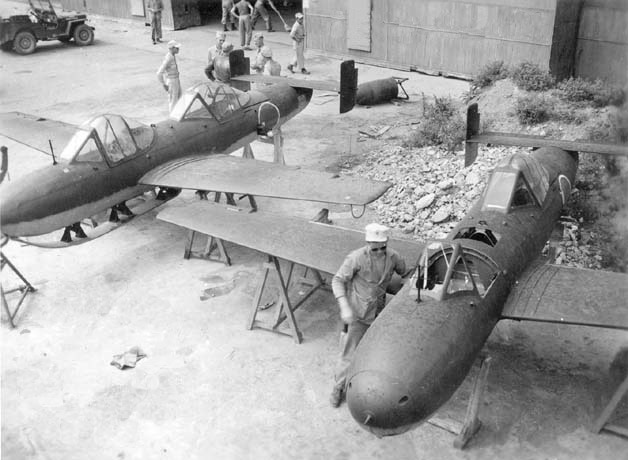
Zwei MXY-7 Ōka K1 (Die oben erwähnten Trainingsversionen mit Doppelkabine und Landekufen)
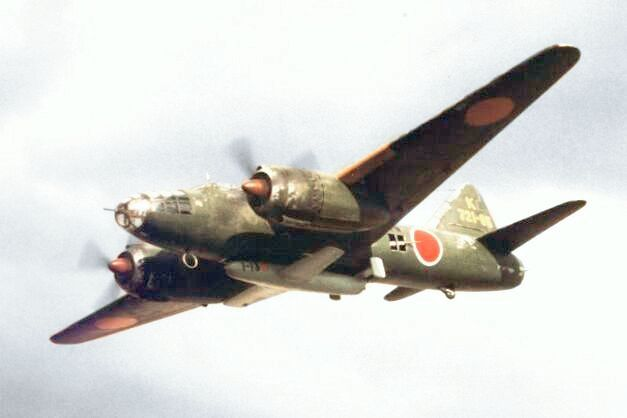
Eine Mitsubishi G4M mit untergeschnallter MXY-7: Das Bild erklärt den Grund für das Doppelleitwerk
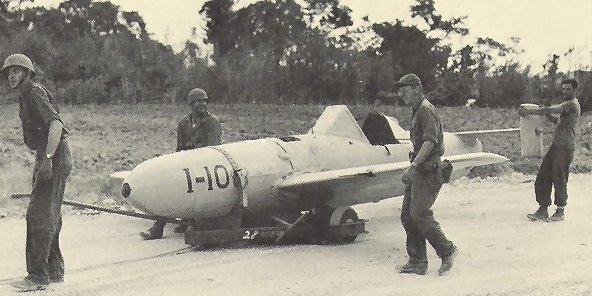
Von US-Truppen abtransportierte Yokosuka MXY-7 nach der Kapitulation
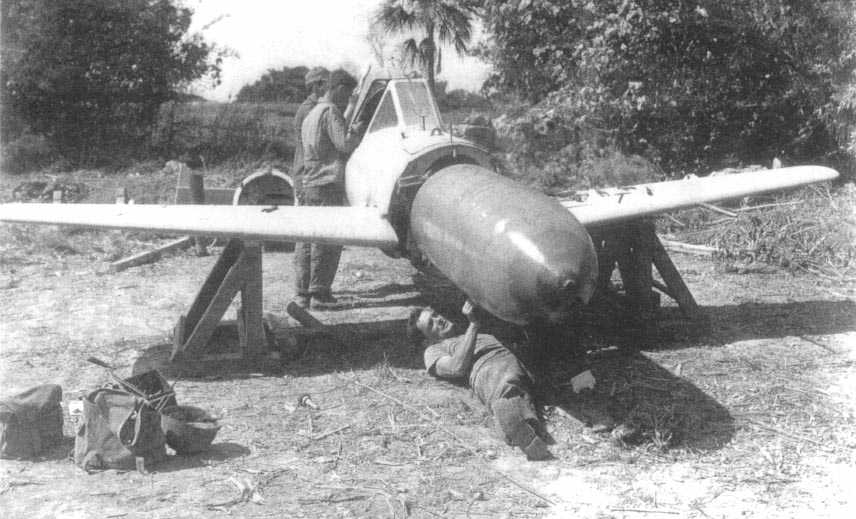
US-Truppen demontieren den Gefechtskopf einer Ōka, Okinawa, April 1945
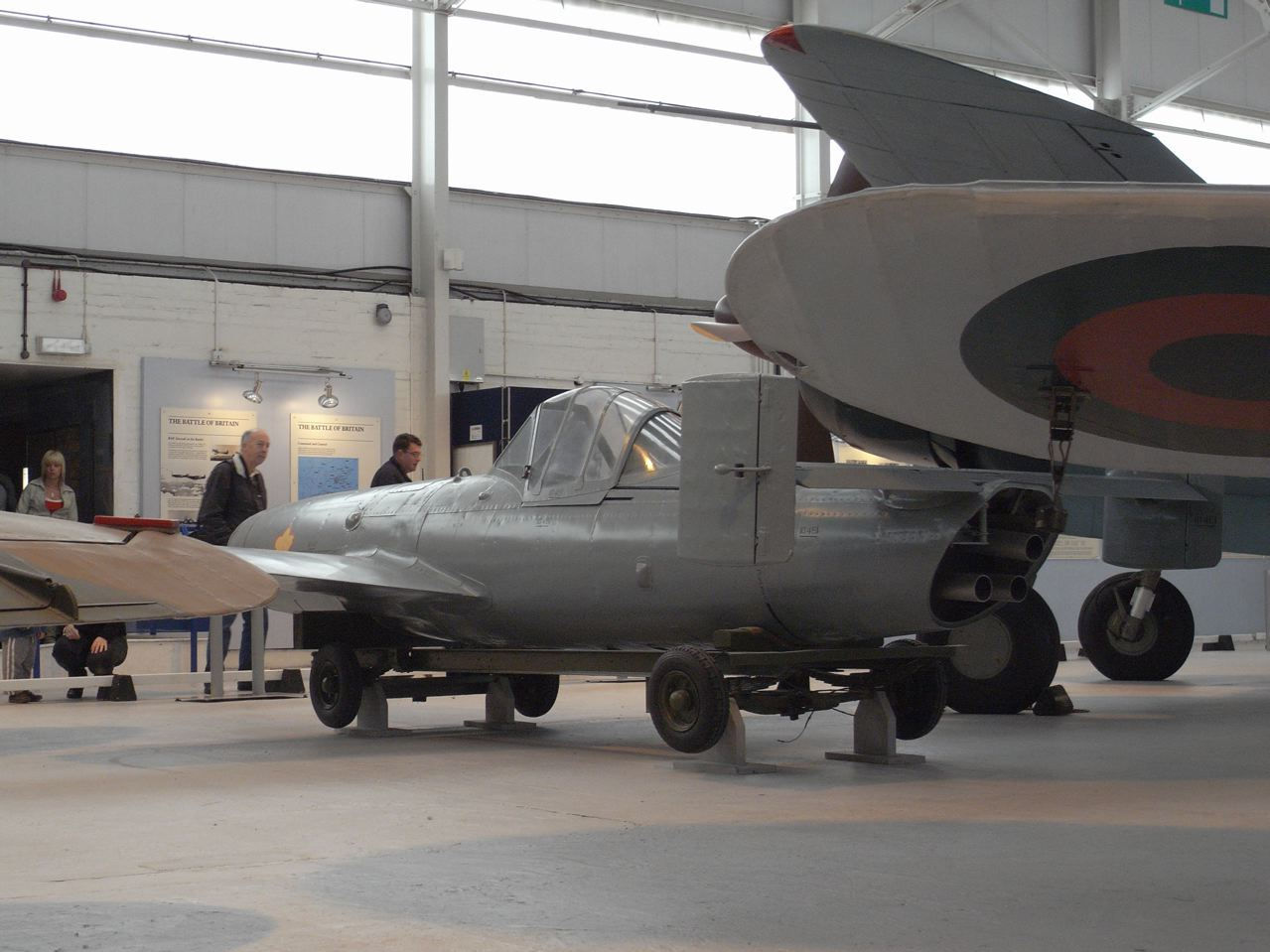
Heckansicht einer Ōka Modell 11, mit den drei Auslassdüsen der Feststoffraketen